# Evaline
Evaline az Amerikai Egyesült Államok északnyugati részén, Washington állam Lewis megyéjében elhelyezkedő önkormányzat nélküli település.
A Sedate W. Porter által alapított település postahivatala 1906. február 14-étől 1930-ig működött.

## Története
A környék legkorábbi telepesei az Urquhartok és a MacDonald családok voltak. A várost W. Porter alapította. A Northern Pacific Railway 1872-ben kezdte meg működését Kalamától Evaline-ig, egy 25 mérföldes szakaszon.
A várost Porter feleségéről, Evaline-ról nevezték el. A nevet azonban hibásan, „Eveline”-ként írták, és a vasúttársaság egy ideig a helytelen írásmódot használta.

## Fordítás
- Ez a szócikk részben vagy egészben  az   Evaline, Washington című angol Wikipédia-szócikk ezen változatának fordításán alapul.  Az eredeti cikk szerkesztőit annak laptörténete sorolja fel. Ez a jelzés csupán a megfogalmazás eredetét és a szerzői jogokat jelzi, nem szolgál a cikkben szereplő információk forrásmegjelöléseként.